# Chim xanh lớn
Chim xanh lớn (danh pháp khoa học: Chloropsis sonnerati) là một loài chim thuộc họ Chim xanh (Chloropseidae). Nó được phân biệt với chim xanh nhỏ (Chloropsis cyanopogon) bởi chiếc mỏ mạnh mẽ, cổ họng và vòng mắt màu vàng của con mái và thiếu một đường viền màu vàng cùng các mảng cổ họng màu đen được tìm thấy trong con trống c. cyanopogan.

## Mô tả
Nó được tìm thấy ở Brunei, Indonesia, Malaysia, Myanma, Singapore, và Thái Lan. Môi trường sống tự nhiên của nó là vùng đất thấp khu rừng nhiệt đới hoặc cận nhiệt đới ẩm và rừng ngập mặn cận nhiệt đới hoặc nhiệt đới, chủ yếu là rừng cũ và rừng thứ sinh và các rìa rừng.
Nó di chuyển khá rõ ràng ở các tầng tán, nhảy giữa các nhánh cây và bay từ cây này sang cây khác. Nó thường ăn quả, nhưng cũng ăn côn trùng và động vật không xương sống nhỏ.

## Chú thích

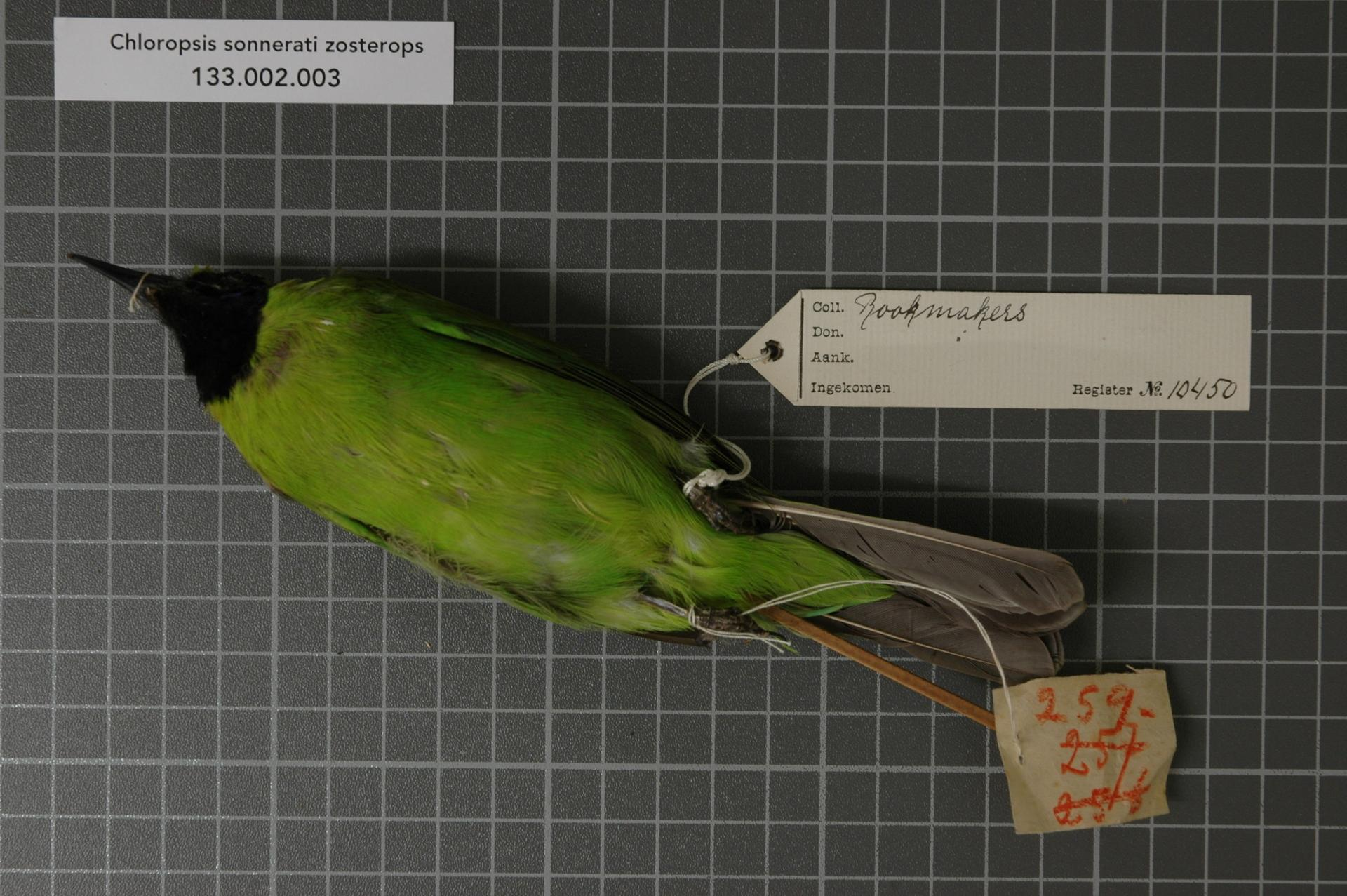
Chloropsis sonnerati zosterops Vigors & Horsfield, 1830, Naturalis